# St. Bonifatius (Benstrup)

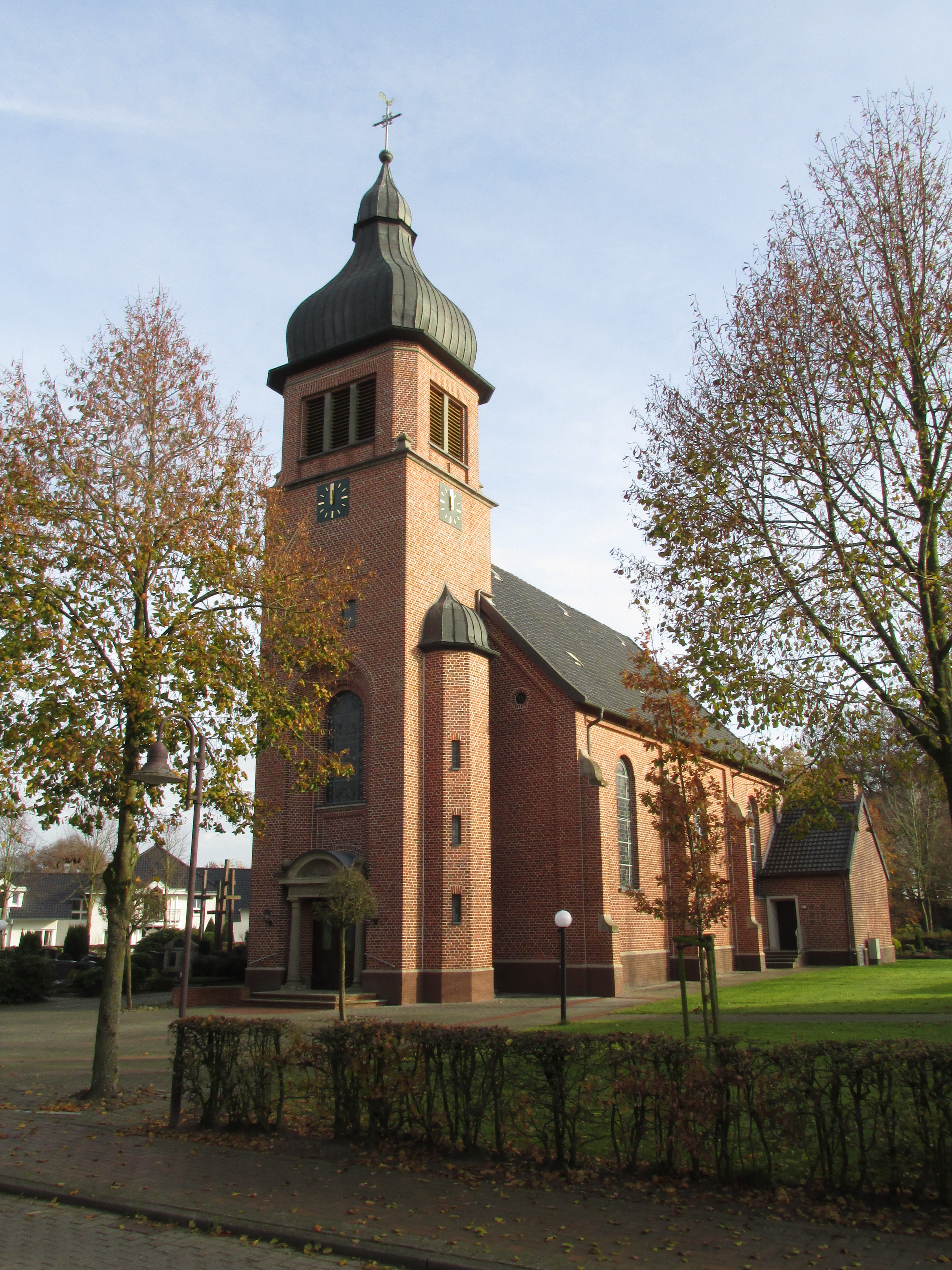
St. Bonifatius

Die römisch-katholische Kirche St. Bonifatius steht in Benstrup, einem Ortsteil der Stadt Löningen im Landkreis Cloppenburg von Niedersachsen. Sie ist Filialkirche der Pfarrkirche Löningen im Dekanat Löningen im Bischöflich Münsterschen Offizialat des Bistums Münster.

## Beschreibung
Wegen der weiten Entfernung zur Pfarrkirche gab es seit 1920 Bestrebungen, in Benstrup eine eigene Kirche zu bauen. 1921 wurde mit dem Bau begonnen, am 23. Februar 1923 wurde die Kirche eingeweiht. Die neobarocke Saalkirche aus Backsteinen wurde nach einem Entwurf von Wilhelm Sunder-Plassmann gebaut. Am Kirchturm im Westen, der von einem Treppenturm flankiert wird, befindet sich das Langhaus aus drei Achsen, an das der eingezogene Chor folgt. Zwischen den Strebepfeilern des Langhauses wurden große Bogenfenster vorgesehen. An den Chor wurde nach Süden die Sakristei angebaut. Im obersten Geschoss des mit einer bauchigen Haube bedeckten Turms befindet sich hinter den Klangarkaden der Glockenstuhl. Die Kirchenausstattung, wie der Altar, die Kanzel, das Taufbecken und der Beichtstuhl wurden aus anderen Kirchen übernommen, wo sie bisher unbenutzt standen.
Die Orgel mit 16 Registern, zwei Manualen und einem Pedal wurde 1956/57 von Friedrich Fleiter gebaut. 1970 wurde sie von Alfred Führer repariert und 1975 gereinigt. Martin Cladders hat sie 2009 überholt.